# فوتانگا
فوتانگا شهری در شهرستان ناسره در استان بام در بورکینافاسوی شمالی است و جمعیت آن ۲۳۵ نفر است.